# 大山春美
大山 春美（おおやま はるみ、1959年2月26日 - 2018年9月）は、日本の元バスケットボール選手。ポジションはフォワード。身長172cm。
尼崎市立小田南中学校入学時よりバスケットボールを始め、甲子園学院高校の時には1年生からレギュラーとして総体などで活躍した。
1977年シャンソン化粧品に入社。中川文一監督（当時）の元で1年目は出場機会に恵まれたが、その後膝の負傷などで手術を受け約1年半リハビリを続け、1979年に復帰。
1983年、キャプテンとして臨んだ第16回日本リーグでシャンソンの初優勝に貢献しMVPも受賞。その後左足の靭帯断裂に見舞われたがそのシーズンは最後まで出場し続け、オールジャパンと日本リーグの二冠を達成した1984年に引退した。引退後、審判活動を始め、日本バスケットボール協会公認審判となり、AA級まで昇格した。
享年59歳。
息子はJリーガー栗山直樹。